# Guus Vogels
Augustinus ("Guus") Wilhelmus Johannes Marines Vogels (Naaldwijk, 26 maart 1975) is doelman van de Nederlandse hockeyploeg, die 263 officiële interlands speelde. Zijn debuut maakte de keeper begin 1996, bij het olympisch kwalificatietoernooi in Barcelona: Nederland-België (8-4).
Vogels speelde achtereenvolgens voor HV Westland en HGC, en volgde bij die laatste club Bart Looije op in de zomer van 1995. Bij de nationale ploeg werd hij eerste keuze na het afscheid, in 2000, van Ronald Jansen. Met HGC won Vogels in 1996 de landstitel in de hoofdklasse, maar streed hij vanaf het seizoen 2003-2004 tegen degradatie.
Hij nam afscheid van het hockey in het seizoen 2009-2010. Op het WK nam hij met een bronzen plak afscheid van Oranje. In zijn allerlaatste wedstrijd met zijn club HGC verloor hij de finale van de play-offs voor het landskampioenschap van Bloemendaal.

## Internationale erelijst
| Jaar | Toernooi               | Plaats                    | Resultaat     |
| ---- | ---------------------- | ------------------------- | ------------- |
| 1996 | Olympische Spelen      | Atlanta, Verenigde Staten | Goud          |
|      | Champions Trophy       | Chennai, India            | Goud          |
| 1997 | Champions Trophy       | Adelaide, Australië       | Vierde plaats |
| 1998 | Champions Trophy       | Lahore, Pakistan          | Goud          |
| 1999 | Champions Trophy       | Brisbane, Australië       | Brons         |
|      | Europees kampioenschap | Padova, Italië            | Zilver        |
| 2000 | Champions Trophy       | Amstelveen, Nederland     | Goud          |
|      | Olympische Spelen      | Sydney, Australië         | Goud          |
| 2001 | Champions Trophy       | Rotterdam, Nederland      | Brons         |
| 2002 | Wereldkampioenschap    | Kuala Lumpur, Maleisië    | Brons         |
|      | Champions Trophy       | Keulen, Duitsland         | Goud          |
| 2003 | Champions Trophy       | Amstelveen, Nederland     | Goud          |
|      | Europees kampioenschap | Barcelona, Spanje         | Vierde plaats |
| 2004 | Olympische Spelen      | Athene, Griekenland       | Zilver        |
|      | Champions Trophy       | Lahore, Pakistan          | Zilver        |
| 2005 | Europees kampioenschap | Leipzig, Duitsland        | Zilver        |
|      | Champions Trophy       | Chennai, India            | Zilver        |

## Onderscheidingen
- 2010 – Gouden Stick

Floris Jan Bovelander · 
Jacques Brinkman · 
Maurits Crucq · 
Marc Delissen · 
Jeroen Delmee · 
Taco van den Honert · 
Ronald Jansen · 
Erik Jazet · 
Leo Klein Gebbink · 
Bram Lomans · 
Tycho van Meer · 
Teun de Nooijer · 
Wouter van Pelt · 
Stephan Veen · 
Guus Vogels · 
Remco van Wijk ·
Coach: Roelant Oltmans
Jacques Brinkman · 
Jaap-Derk Buma · 
Jeroen Delmee · 
Marten Eikelboom · 
Piet-Hein Geeris · 
Ronald Jansen · 
Erik Jazet · 
Bram Lomans · 
Teun de Nooijer · 
Wouter van Pelt · 
Stephan Veen · 
Guus Vogels · 
Diederik van Weel · 
Sander van der Weide · 
Remco van Wijk · 
Peter Windt ·
Coach: Maurits Hendriks
Matthijs Brouwer · 
Ronald Brouwer · 
Jeroen Delmee · 
Geert-Jan Derikx · 
Rob Derikx · 
Marten Eikelboom · 
Floris Evers · 
Erik Jazet · 
Karel Klaver · 
Jesse Mahieu · 
Teun de Nooijer · 
Rob Reckers · 
Taeke Taekema · 
Klaas Veering · 
Guus Vogels · 
Sander van der Weide ·
Coach: Terry Walsh
Thomas Boerma · 
Matthijs Brouwer · 
Ronald Brouwer · 
Jeroen Delmee · 
Geert-Jan Derikx · 
Rob Derikx · 
Laurence Docherty · 
Jeroen Hertzberger · 
Robert van der Horst · 
Timme Hoyng · 
Teun de Nooijer · 
Rob Reckers · 
Taeke Taekema · 
Guus Vogels · 
Roderick Weusthof · 
Sander van der Weide ·
Coach: Roelant Oltmans